# Rue Guy-Patin
La rue Guy-Patin est une voie du 10e arrondissement de Paris, en France.

## Situation et accès
La rue Guy-Patin est une voie publique située dans le 10e arrondissement de Paris. Elle débute rue Ambroise-Paré et se termine au 45, boulevard de la Chapelle. Elle longe l'hôpital Lariboisière par l'ouest.

## Origine du nom

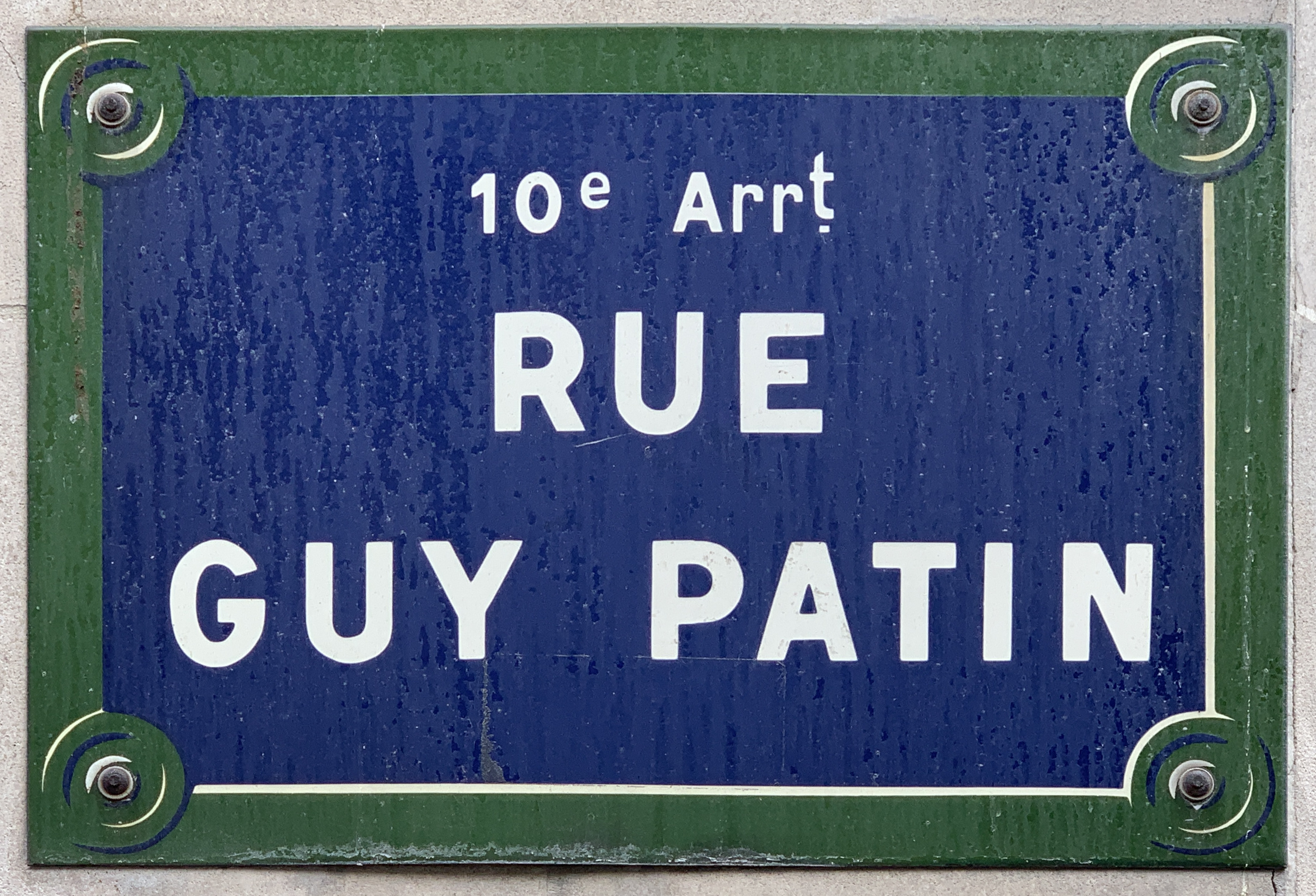
Plaque de la rue.

En raison de son voisinage avec l'hôpital Lariboisière, elle porte le nom du médecin et écrivain français Guy Patin (1601-1672).

## Historique
La rue Guy-Patin est située sur l'ancien enclos Saint-Lazare. Elle a été ouverte en remplacement d'une partie de la rue de Rocroy supprimée par le décret du 19 novembre 1855.